# Gerar Jarso
Gerar Jarso (en oromo : Giraar Jaarsoo) est un woreda du centre de l'Éthiopie situé dans la zone Nord Shewa de la région Oromia. District rural entourant la ville de Fitche, Gerar Jaro a 67 312 habitants en 2007.
Situé à plus d'une centaine de kilomètres d'Addis-Abeba dans la zone Nord Shewa de la région Oromia,, Gerar Jarso est bordé au nord-est par un affluent du Nil Bleu, la rivière Jamma, qui le sépare de la région Amhara.
|       | Merhabete   | Ensaro        |
| Degem | Gerar Jarso |               |
|       | Yaya Gulele | Debre Libanos |

Le recensement national de 2007 fait état pour ce woreda d'une population de 67 312 habitants, tous ruraux.
La quasi-totalité des habitants (99,8 %) sont orthodoxes.
En 2022, sa population est estimée à 94 096 personnes avec une densité de population de 190 personnes par km2 et 494 km2 de superficie.